# Orrtjärnen (Nederluleå socken, Norrbotten, 731611-178704)
Orrtjärnen är en sjö i Luleå kommun i Norrbotten och ingår i Altersundets huvudavrinningsområde.